# William Bendix
William Bendix (født 14. januar 1906, død 14. december 1964) var en amerikansk film-, radio- og tv-skuespiller, der typisk spillede rå, arbejderklassekarakterer.